# Рейтинговое голосование
Рейтинговое голосование (также альтернативное голосование) — система выборов, используемая для того, чтобы избрать одного победителя из двух и более представленных. Это одна из систем преференциального голосования, в которой избиратели располагают кандидатов в порядке предпочтения, а не просто голосуют за одного кандидата.
Бюллетени изначально распределяются, основываясь на первом выборе каждого кандидата избирателя. Если кандидат получает больше половины голосов, то он побеждает. В противном случае кандидат с наименьшим количеством голосов выбывает. Голоса, предназначенные выбывшему кандидату, перерассчитываются и передаются тем кандидатам, которые были указаны следующими на каждом бюллетене. Этот процесс продолжается до тех пор, пока один кандидат не победит, набрав больше половины голосов.
Технически рейтинговое голосование является частным случаем системы единого передаваемого голоса, когда распределяется единственный мандат. В ряде избирательных систем оно называется голосованием с «немедленным вторым туром», поскольку в бюллетенях содержится информация, позволяющая незамедлительно определить результаты следующего тура голосования.

## Подсчёт голосов
Процедура подсчёта голосов состоит в следующем:
1. Подсчитываются голоса за наиболее предпочитаемых кандидатов, то есть, в каждом бюллетене учитывавется позиция с наивысшим рейтингом.
2. Если какой-либо кандидат набрал более половины голосов либо остался единственный кандидат, этот кандидат объявляется победителем, и подсчёт голосов прекращается.
3. Кандидат, набравший наименьшее число голосов, выбывает. При дальнейшем подсчёте голосов соответствующая позиция в бюллетенях пропускается. Новым наиболее предпочитаемым кандидатом становится тот, у кого наибольший рейтинг из оставшихся в бюллетене.
4. Процедура повторяется для оставшихся кандидатов.

Если избиратель проголосовал только за одного кандидата, его бюллетень вносит вклад в подсчёт голосов, пока этот кандидат не выбыл. Проставляя рейтинг напротив менее предпочитаемых кандидатов, избиратель продолжает оказывать влияние на исход голосования, даже если наиболее предпочитаемый кандидат не победил.
В некоторых системах могут быть дополнительные требования, например, что рейтинг должен быть указан для каждого кандидата в бюллетене. Наоборот, на выборах мэра Лондона избиратели могут ранжировать только двух кандидатов, при этом ко второму раунду допускаются только два кандидата, набравшие больше всего голосов. Такая система аналогична мажоритарной системе с автоматическим вторым туром голосования.

### Равное число голосов
Трудности возникают в случае, когда наименьшее число голосов набрали несколько кандидатов.
Если эти кандидаты в сумме набрали меньше голосов, чем кандидат со следующим по величине числом голосов, их можно удалить сразу. Легко показать, что они проиграют, независимо от порядка выбывания.
Один из способов определения проигравшего при равном числе голосов состоит в дополнительном раунде подсчёта. Например, в этом раунде могут учитываться только кандидаты с наименьшим числом голосов, как это делается в системе BTR-IRV. Остальные кандидаты, получившие больше голосов, при подсчёте игнорируются. Кандидат, занявший в результате этого дополнительного раунда последнюю позицию, выбывает.
В некоторых системах, например, на Аляске, выбывающий кандидат определяется жребием.
Случаи, когда после окончательного подсчёта несколько кандидатов набирают одинаковое число голосов, на практике случаются, хотя и редко. Избирательное законодательство обычно предусматривает такое же решение этой проблемы, как и для мажоритарной системы: например, жеребьёвку или повторное голосование.

## Система BTR-IRV
Система BTR-IRV (от англ. bottom-two runoff instant runoff voting, а также англ. better instant runoff voting) отличается от стандартного рейтингового голосования процедурой определения выбывающего кандидата. После подсчёта голосов за наиболее предпочитаемых кандидатов отбираются два кандидата с наименьшим количеством голосов. Среди отобранных кандидатов проводится промежуточный раунд подсчёта голосов. При этом учитываются все бюллетени, но позиции, соответствующие другим кандидатам, пропускаются. Тем самым определяется, сколько голосующих предпочитает одного кандидата другому. Кандидат, набравший в промежуточном раунде наименьшее число голосов, выбывает.
В данной процедуре могут быть особые случаи, если третий с конца кандидат набрал столько же голосов, сколько второй. Или если в результате промежуточного раунда все кандидаты получили равное количество голосов. В этих случаях число участников промежуточного раунда может быть увеличено или может использоваться жеребьёвка.
В терминах коллективной ранжировки Кондорсе, в каждом раунде подсчёта голосов по системе BTR-IRV выбывает кандидат, проигравший другому кандидату в парном отношении предпочтений. Поэтому по окончании подсчёта останется победитель согласно принципу Кондорсе, то есть, кандидат, который побеждает во всех попарных предпочтениях, если такой кандидат вообще существует. 

## Пример 1
Предположим, жители Казани, Пензы, Самары и Саратова решают голосованием, в каком из этих городов провести спортивный чемпионат. Предпочтения избирателей распределились следующим образом:
| 34% избирателей (в Казани)              | 14% избирателей (в Пензе)               | 30% избирателей (в Самаре)              | 22% избирателей (в Саратове)            |
| --------------------------------------- | --------------------------------------- | --------------------------------------- | --------------------------------------- |
| 1. Казань 2. Самара 3. Пенза 4. Саратов | 1. Пенза 2. Саратов 3. Самара 4. Казань | 1. Самара 2. Пенза 3. Саратов 4. Казань | 1. Саратов 2. Пенза 3. Самара 4. Казань |

При рейтинговом голосовании победитель определяется за три раунда.
| Раунд   | 1   | 2   | 3   |
| ------- | --- | --- | --- |
| Казань  | 34% | 34% | 34% |
| Пенза   | 14% |     |     |
| Самара  | 30% | 30% |     |
| Саратов | 22% | 36% | 66% |

В первом раунде ни один город не получил большинства голосов. Если бы система была мажоритарной, Казань бы сразу выиграла, потому что этот город больше других, и за него проголосовало больше всех избирателей. Однако в рейтинговом голосовании для победы требуется больше половины голосов.
Во втором раунде мы удаляем город, набравший меньше всего голосов. По результатам голосования в первом раунде, таким городом оказалась Пенза. Для избирателей, которые поставили Пензу на первое место, новым наиболее предпочитаемым городом становится Саратов. Получив голоса от избирателей Пензы, Саратов выходит на второе место после Казани.
В третьем раунде мы вновь удаляем город, получивший меньше всего голосов в предыдущем раунде. Им оказывается Самара. У избирателей Самары на втором месте в порядке предпочтений находится Пенза, однако этот город уже выбыл. Поэтому в данном раунде избиратели Самары голосуют за Саратов. С голосами от избирателей Пензы и Самары, Саратов получает большинство и выходит победителем.
Результат: Победитель голосования — Саратов, хотя вначале он занимал только третью позицию.
Заметим, что избиратели Казани поставили Саратов на последнее место в своих предпочтениях. Если бы 3% этих избирателей поставили на первое место не Казань, а Самару, то победителем вышла бы Самара, что их больше бы устроило. Если бы 5% избирателей, проживающих в Казани, вообще отказались участвовать в голосовании, победила бы тоже Самара. Данные примеры служат иллюстрацией тактического голосования, хотя на практике это трудно реализовать.
Для сравнения, при мажоритарной системе победил бы самый крупный город, Казань. В системе со вторым туром голосования, во втором туре участвовали бы Казань и Самара, и избиратели отдали бы предпочтение Самаре. В методах, удовлетворяющих принципу Кондорсе, избиратели бы тоже выбрали Самару, потому что если рассмотреть пары городов с участием Самары, то во всех этих парах больше избирателей предпочитают Самару, чем другой город.
| Пара городов     | Предпочитают Самару |
| ---------------- | ------------------- |
| Самара — Казань  | 66 %                |
| Самара — Пенза   | 64 %                |
| Самара — Саратов | 64 %                |

BTR-IRV. Поскольку система BTR-IRV удовлетворяет принципу Кондорсе, в ней тоже побеждает Самара.
| Раунд | Основной | Основной | Основной | Основной | Промежуточный | Промежуточный | Промежуточный | Промежуточный |
| Раунд | Казань   | Пенза    | Самара   | Саратов  | Казань        | Пенза         | Самара        | Саратов       |
| ----- | -------- | -------- | -------- | -------- | ------------- | ------------- | ------------- | ------------- |
| 1     | 34%      | 14%      | 30%      | 22%      |               | 78%           |               | 22%           |
| 2     | 34%      | 36%      | 30%      |          | 34%           |               | 66%           |               |
| 3     |          | 36%      | 64%      |          |               |               |               |               |

В первом основном раунде меньше всего голосов получили Пенза и Саратов. Поэтому в первом промежуточном раунде избиратели решают, какой из этих двух городов они предпочитают. Все избиратели, кроме жителей Саратова, отдают предпочтение Пензе.
Во втором основном раунде мы удаляем город, набравший меньше всего голосов в первом промежуточном раунде: Саратов. Среди жителей Саратова наиболее предпочитаемым кандидатом становится Пенза. Вместе с голосами от жителей Саратова, Пенза выходит на первое место, хотя и не дотягивает до половины голосов.
Во втором промежуточном раунде участвуют два города, получившие меньше всего голосов во втором основном раунде: Казань и Самара. Выбирая между этими двумя городами, все избиратели, кроме жителей Казани, предпочитают Самару.
В третьем основном раунде выбывает город, получивший меньше голосов во втором промежуточном раунде: Казань. Из всех кандидатов остались только Пенза и Самара. Жители Казани отдают свои голоса Самаре, и она набирает большинство голосов. Таким образом, победителем по системе BTR-IRV оказывается Самара.

## Пример 2
Предположим, на выборах участвуют пять кандидатов, и предпочтения избирателей распределились следующим образом:
| Предпочтения                                  | Доля избирателей |
| --------------------------------------------- | ---------------- |
| {\displaystyle A\succ B\succ C\succ D\succ E} | 10 %             |
| {\displaystyle B\succ A\succ C\succ D\succ E} | 10 %             |
| {\displaystyle B\succ C\succ A\succ D\succ E} | 15 %             |
| {\displaystyle C\succ B\succ D\succ A\succ E} | 16 %             |
| {\displaystyle C\succ D\succ B\succ E\succ A} | 15 %             |
| {\displaystyle D\succ C\succ E\succ B\succ A} | 13 %             |
| {\displaystyle D\succ E\succ C\succ B\succ A} | 11 %             |
| {\displaystyle E\succ D\succ C\succ B\succ A} | 10 %             |

Согласно принципу Кондорсе, победителем должен быть «центрист» C, потому что он выигрывает все попарные предпочтения. Однако рейтинговое голосование приводит к иному результату.
| Раунд | A  | B  | C  | D  | E  |
| ----- | -- | -- | -- | -- | -- |
| 1     | 10 | 25 | 31 | 24 | 10 |
| 2-3   | -  | 35 | 31 | 34 | -  |
| 4     | -  | 51 | -  | 49 | -  |

При подсчёте по стандартной системе рейтингового голосования, в первом раунде «крайние» кандидаты A и E получают наименьшее число голосов. После того, как они выбывают, наименьшее число голосов оказывается у C, и он тоже выбывает. В итоге победителем голосования становится B.
| Раунд | Основной | Основной | Основной | Основной | Основной | Промежуточный | Промежуточный | Промежуточный | Промежуточный | Промежуточный |
| Раунд | A        | B        | C        | D        | E        | A             | B             | C             | D             | E             |
| ----- | -------- | -------- | -------- | -------- | -------- | ------------- | ------------- | ------------- | ------------- | ------------- |
| 1     | 10       | 25       | 31       | 24       | 10       | 51            | -             | -             | -             | 49            |
| 2     | 10       | 25       | 31       | 34       | -        | 10            | 90            | -             | -             | -             |
| 3     | -        | 35       | 31       | 34       | -        | -             | -             | 66            | 34            | -             |
| 4     | -        | 35       | 65       | -        | -        |               |               |               |               |               |

При подсчёте по системе BTR-IRV, в первом промежуточном раунде, выбирая между A и E, избиратели предпочитают A, так что E выбывает. Во втором промежуточном раунде участвуют A и B, и A тоже выбывает. Пока что всё совпадает со стандартной системой. Однако в третьем промежуточном раунде участвуют C и D, и D получает меньше голосов. В результате C выходит победителем.

## Пример 3
В отличие от других систем, рейтинговое голосование с трудом поддаётся стратегическим манипуляциям. Предположим, избиратели имеют ярко выраженные предпочтения в пользу одного из кандидатов A, B или C. При этом избиратели настолько не желают победы двум остальным кандидатам, что готовы скорее предпочесть им малоизвестного кандидата D.
| Предпочтения                           | Доля избирателей |
| -------------------------------------- | ---------------- |
| {\displaystyle A\succ D\succ B\succ C} | 25 %             |
| {\displaystyle A\succ D\succ C\succ B} | 20 %             |
| {\displaystyle B\succ D\succ A\succ C} | 20 %             |
| {\displaystyle B\succ D\succ C\succ A} | 15 %             |
| {\displaystyle C\succ D\succ A\succ B} | 10 %             |
| {\displaystyle C\succ D\succ B\succ A} | 10 %             |

По стандартной системе рейтингового голосования, кандидат D выбывает в первом же раунде, и победителем в итоге становится A.
| Раунд | A  | B  | C  | D |
| ----- | -- | -- | -- | - |
| 1     | 45 | 35 | 20 | 0 |
| 2     | 45 | 35 | 20 | - |
| 3     | 55 | 45 | -  | - |

Однако согласно принципу Кондорсе, победителем становится «конь в пальто» (англ. dark hourse) D, потому что он выигрывает во всех парных предпочтениях.
| Предпочтения             | Доля избирателей |
| ------------------------ | ---------------- |
| {\displaystyle D\succ A} | 55 %             |
| {\displaystyle D\succ B} | 65 %             |
| {\displaystyle D\succ C} | 80 %             |

В частности, к тому же результату приводит расчёт по системе BTR-IRV и методу Шульце.

## Применение
Такой тип голосования используется для избрания членов палаты представителей Австралии и большинства правительств австралийских штатов, президента и членов парламента Индии, президента Ирландии и парламента в Новой Гвинее. Также он используется на дополнительных выборах в Северной Ирландии и для избрания наследственных пэров палаты лордов британского парламента. Различные вариации рейтингового голосования применяются в нескольких округах Соединенных Штатов, включая Сан-Франциско, Сан-Леандро и Оклэнд в Калифорнии, Портленд в штате Мэн, Миннеаполис и Сент-Пол в Миннесоте. Множество частных организаций также используют данную систему — например, организация Hugo Awards, выдающая награды за фантастические фильмы, и Academy of Motion Picture Arts and Sciences, выдающая премию «Оскар» за лучшую кинокартину.